# Opalkrös
Opalkrös (Exidia thuretiana) är en svampart som först beskrevs av Joseph-Henri Léveillé, och fick sitt nu gällande namn av Elias Fries 1874. Enligt Catalogue of Life ingår Opalkrös i släktet Exidia,  och familjen Auriculariaceae, men enligt Dyntaxa är tillhörigheten istället släktet Exidia,  och familjen Exidiaceae. Arten är reproducerande i Sverige. Inga underarter finns listade i Catalogue of Life.

## Källor

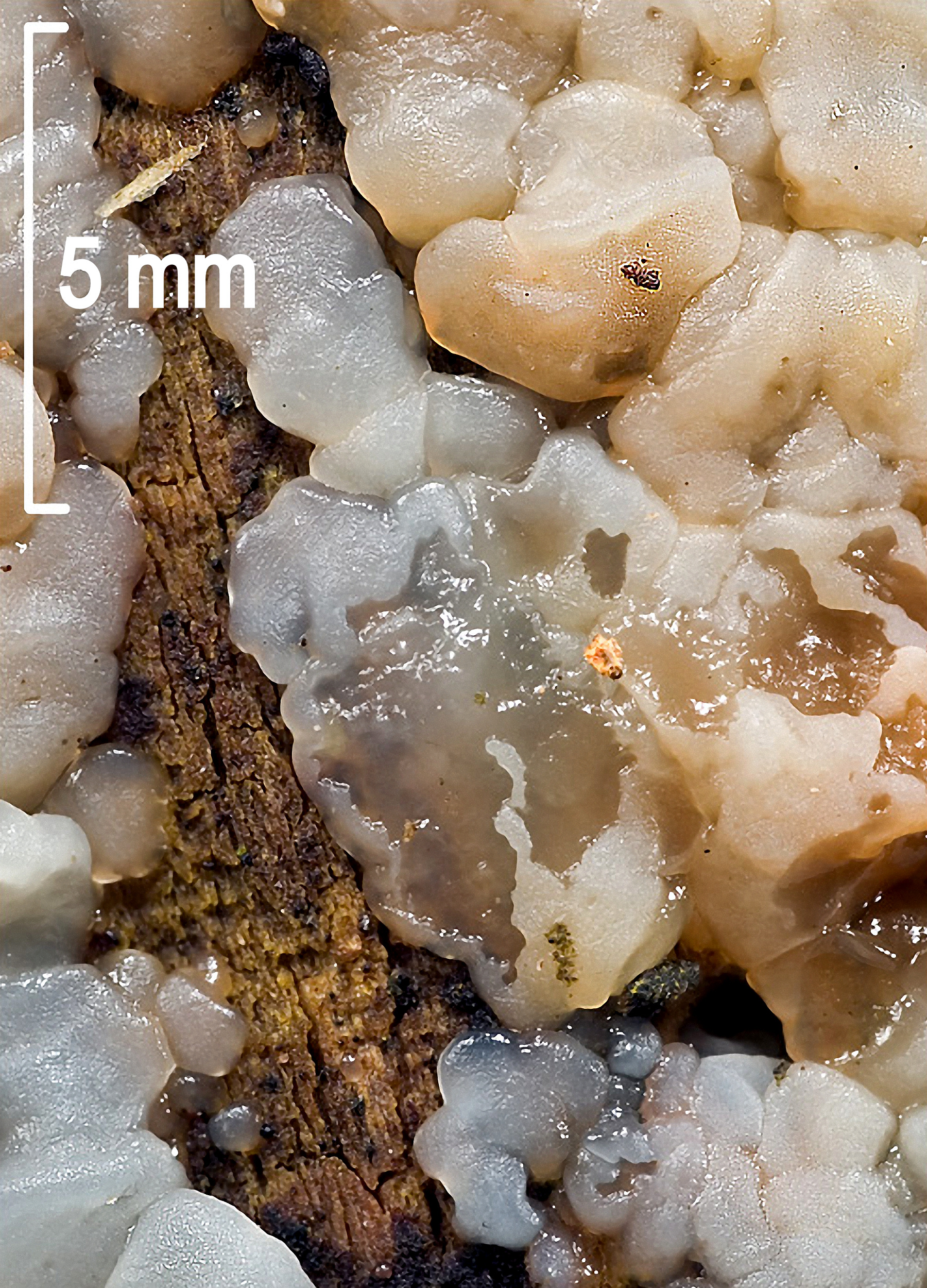